# Ornithodoros marocanus
Ornithodoros marocanus är en fästingart som beskrevs av Velu 1919. Ornithodoros marocanus ingår i släktet Ornithodoros och familjen mjuka fästingar.
Artens utbredningsområde är Marocko. Inga underarter finns listade i Catalogue of Life.